# Pavesini
I Pavesini sono dei biscotti prodotti dalla Pavesi sin dal 1948, inizialmente chiamati "Biscottini di Novara", vennero ribattezzati nel 1952.

## Storia
Mario Pavesi aveva avviato la propria attività di produzione dolciaria nel 1937 a Novara e aveva riscontrato una buona accoglienza da parte del pubblico. Tuttavia durante la seconda guerra mondiale Pavesi si occupò degli approvvigionamenti alimentari dell'esercito, il che gli permise di conoscere i gusti del popolo statunitense. Dopo un viaggio negli Stati Uniti d'America, egli decise di trasformare la produzione degli storici "Biscottini di Novara" in quella dei Pavesini, prodotto di minor costo e maggior digeribilità.

## Promozione
Sin dai primi tempi, la promozione dei Pavesini è sempre stata concentrata sulla leggerezza del prodotto, quindi particolarmente indicati per i bambini, al punto che il pubblicitario Erberto Carboni nel 1960 ideò il celebre slogan "È sempre l'ora dei Pavesini" proprio su questa falsariga. Slogan, quasi sempre accompagnato dall'immagine di un orologio, in cui al posto delle lancette c'erano proprio i Pavesini. Lo stesso slogan fu poi ripreso negli spot pubblicitari dagli anni novanta in poi. Dal 1963, durante Carosello, testimonial dei Pavesini fu Topo Gigio, che concludeva ogni spot cantando "Ho comprato i Pavesini e son contento, ho comprato Pavesini e me ne vanto, me ne mangio un pacchettin di quei buoni biscottin e mi tengo su, su, su, con i Pavesin".

## Ingredienti
La ricetta prevede l'uso di zucchero, farina di frumento, uova, agenti lievitanti (carbonato acido d'ammonio, carbonato acido di sodio), zucchero caramellato e aroma vanillina.

## Varianti
Attualmente i Pavesini vengono prodotti nella formula "tradizionale" e nelle varianti al caffè e, dal 31 agosto 2015, al cacao. Negli anni duemila è stata prodotta anche una variante dei pavesini al cocco. Negli anni Ottanta fu prodotta una linea chiamata Tresor, con ricopertura di granella di zucchero e righini di cioccolato fondente. Successivamente l’azienda ha deciso di cessarne la produzione. Nel 2021 è stata lanciata sul mercato una nuova variante con cioccolato: i Pavesini Double. Dal 2024 tra i prodotti Pavesini sono presenti anche i gelati, di cui attualmente è disponibile il gusto tiramisù. 
Nel 2025 è stata messa in commercio una nuova variante chiamata "Aloha" al gusto mango, cocco e ananas.